# Gossypium klotzschianum
Gossypium klotzschianum är en malvaväxtart. Gossypium klotzschianum ingår i släktet bomull, och familjen malvaväxter.

## Underarter
Arten delas in i följande underarter:
- G. k. davidsonii
- G. k. klotzschianum